# Alsophila stelligera
Alsophila stelligera là một loài thực vật có mạch trong họ Cyatheaceae. Loài này được (Holttum) R.M. Tryon mô tả khoa học đầu tiên.